# 강인 (가수)
강인(본명: 김영운 (金永云), 1985년 1월 17일 ~ )은 대한민국의 前 가수이자 슈퍼주니어의 前 멤버이자 방송인이다.

## 학력
- 서울홍은초등학교 졸업 (1997년)
- 신연중학교 졸업 (2000년)
- 한광고등학교 졸업 (2003년)
- 상명대학교 영화영상학과 중퇴
- 경희사이버대학교 문화예술경영학 학사 (2012년)

## 음반
- 슈퍼주니어
  - 슈퍼주니어-T
  - 슈퍼주니어-HAPPY

### 개인 음반
OST
- 《고양이 장례식 OST》 (2015년)
- 《디데이 OST Part 3》 (2015년)

## 출연 작품

### TV 방송
- 2004년 SBS 《한밤의 TV연예》 패널
- 2005년 《동방신기 쇼케이스》 - MC
- 2005년 Mnet 《엠카운트다운》 - MC
- 2007년 MBC 《쇼! 음악중심》 - MC
- 2008년 Mnet 《Band of Brothers》
- 2008년 MBC 《우리 결혼했어요》
- 2009년 MBC 드라마넷 《하자전담반 제로》 - 나호태 역
- 2013년 MBC 《스타 다이빙 쇼 스플래시》
- 2014년 MBC MUSIC 《쇼 챔피언》
- 2014년 MBC every1 《우리집에 연예인이 산다 2》
- 2014년 SBS 《정글의 법칙》
- 2014년, 2015년 KBS 《글로벌 리퀘스트 쇼 어 송 포 유 시즌3, 시즌4》
- 2015년 MBC every1 《신동엽과 총각파티》
- 2015년 MBC 《진짜 사나이》
- 2016년 채널A 《개밥 주는 남자》
- 2016년 MBC 《미스터리 음악쇼 복면가왕》 - 여러분 대박 나세요
- 2016년 SBS 《정글의 법칙》
- 2016년 JTBC 《히트메이커》

### 영화
- 2007년 《꽃미남 연쇄 테러사건》 - 유도부 주장 강인 역
- 2008년 《순정만화》 - 강숙 역
- 2015년 《고양이 장례식》 - 동훈 역

### 뮤지컬
- 2008년 《제너두》 - 쏘니 역
- 2013년 《궁》 - 황태자 역
- 2015년 《하루》 (일본)

### 라디오
- 2006년 위성 DMB 《강인의 천방지축 라디오》
- 2007년 MBC FM4U 《강인, 태연의 친한 친구》

## 사건

### 폭행 혐의
2009년 9월 16일, 폭행 혐의로 불구속 입건된 후 기소유예처분되었다.

### 특정 범죄 가중처벌등의 관한 법률위반
- 2009년 10월 15일, 음주 한 채로 서울 강남구 논현동의 4차선 도로에서 리스한 차량을 몰고가다 택시를 들이받는 사고를 내고 도주했다. 당시 사고는 추돌당한 택시가 앞의 택시까지 들이받아 3중 추돌로 이어졌다. 추돌당한 택시에는 택시 운전자 1명과 여자승객 2명, 그리고 그 앞의 택시에는 운전자 1명이 타고 있었다.
- 6시간 뒤, 자수
- 강남경찰서는 강인을 음주 뺑소니 혐의로 불구속 입건하였다.[2]
- 10월 16일 오후 6시 24분, 슈퍼주니어 공식 홈페이지를 통해 직접 사과글을 기재
- 2010년 1월 13일, 검찰로부터 특정범죄 가중처벌법상 도주 혐의로 벌금 800만원에 약식기소.

### 군입대 선언, 3년 간의 공백
2010년 5월 4일 그는 슈퍼주니어 팬카페에 글을 통해 4집 발매 시기 즈음, 자숙 차원에서 팬카페를 통해 활동 불참을 선언했다. 이어 "군대, 언제 가야 할지 생각을 많이 하고 있었는데 정확한 날짜는 아직 결정이 안됐지만 그리 멀지 않아 입대를 할 예정이다."며 조만간 입대할 것임을 확실히 했다. 아울러 "슈퍼주니어 없이는 강인도 존재하지 않는 만큼 관심과 사랑 부탁드린다. 저의 시작이자 끝인 슈퍼주니어를 끝까지 응원해달라."며 멤버들에 대한 마음을 나타냈다. 2010년 5월 23일, 올림픽공원 올림픽홀에서 가진 팬미팅 자리에서 그는 입대 전, 팬들에게 작별 인사를 전했다. 또한 4집 리패키지 앨범의 수록곡〈여행 (A Short Journey)〉에도 참여하였으며, 2010년 7월 5일 충남 논산 육군훈련소에 자원 입대했다. SM 측은 "10월 입대 영장을 받았지만 강인이 이미 병무청에 자원 입대 신청을 해 놓았기 때문에 입대 시기가 앞당겨질 수도 있다."고 밝힌 바 있다.

### 전역 이후의 행보
- 2012년 4월 16일, 만기 전역 후, 슈퍼주니어 6집 앨범으로 컴백
- 그룹 활동 이외의 개인 활동을 일체 자제후 2013년 MBC 프로그램 《스타 다이빙 쇼 스플래시》에 출연하며 예능 복귀.
- 2015년 4월 16일, 지난 2년간 예비군 3일간의 훈련을 불참한 혐의로 고발되어 불구속 입건되었다.
- 2016년 5월 24일, 2차 음주운전 교통사고로 방송 활동 중단 선언.
- 2017년 11월 17일, 여자친구 폭행 혐의로 피해자와 격리 후 훈방조치되었다.
- 2019년 3월, 버닝썬 게이트 이니셜 논란이 불거졌다. 다만, 이는 차후에 사실이 아닌 것으로 밝혀졌다.
- 2019년 7월 11일, 팀에서의 탈퇴를 선언하였다.